# Bierażok
Bierażok (biał. Беражок, ros. Бережок) – przystanek kolejowy w miejscowości Pławuczaje Hałaje, w rejonie krupkowskim, w obwodzie mińskim, na Białorusi. Leży na linii Moskwa - Mińsk - Brześć.